# Ал Ди Меола
Ал Лорънс Ди Меола (на английски: Al Laurence Di Meola) е американски фюжън и джаз китарист, композитор и музикален продуцент от италиански произход.
Сред най-големите му постижения е колаборацията Friday Night in San Francisco, която му осигурява мощна почитателска аудитория. Проучва разнородни жанрове, но най-видни са творенията му в областта на джаз фюжъна с черти на латино джаза.

## Биография
Роден е на 22 юли 1954 г. в град Джърси Сити, щата Ню Джърси, САЩ. Израства в Бъргънфийлд, пак Ню Джърси. Учи в Бъргънфийлдската гимназия.
Ди Меола започва музикалния си път с изучаването на барабани, но, повлиян от иконичните Бийтълс, китарата става основния му инструмент. По-късно, музиката на Майлс Дейвис предизвиква интереса му към джаза. През 1971 г. постъпва в Музикалния колеж „Бъркли“ в Бостън.
През 1974 г. е включен от Чик Кърия в групата му Ретърн Ту Форевър, след като последният е впечатлен от негови демо записи. Част е от новата група до 1976 г., когато има кардинални промени в творческия колектив. През 1976 г. издава първия си солов албум „Land of Midnight Sun“, в който свирят Чик Кърия, Стенли Кларк, Джако Пасториъс и други големи джаз музиканти. От същата година е и албума Romantic Warrior с Ретърн Ту Форевър.
Наред с богатата си солова кариера, той се заема с успешни колаборации с бас-китариста Стенли Кларк, кийбордиста Ян Хамер, виолиста Жан-Люк Понти и китаристите Джон Маклафлин и Пако де Лусия. Гостува на Пол Саймън за албума му Hearts And Bones (1983 г.) в песента Allergies.
През 70-те и 80-те участва в концерти с други виртуозни джаз китаристи – Лари Кориъл, Бирели Лагрен и др., но най-популярни са изпълненията му с Джон Маклафлин и Пако де Лусия. Концертът през 1981, записан и издаден като „Friday Night in San Francisco“ има легендарен статут и е един от най-влиятелните албуми за много китаристи. От него са продадени над 2 милиона бройки. През 1980 г. отива за кратко на турне с Карлос Сантана.
През 90-те и 2000-те години периодично се отдава и развива проекта си „World Sinfonia“, където си сътрудничи с музиканти от различни националности.
Неколкократно изнася концерти в България, включително с възстановеното китарно трио с Маклафлин и де Лусия през 1996 г.. През 2008, 2009 и 2010 г. изнася концерти в различни градове, част от турнето му World Sinfonia Tour.

## Дискография

### Соло албуми
- Land of the Midnight Sun (1976)
- Elegant Gypsy (1977)
- Casino (1978)
- Splendido Hotel (1980)
- Electric Rendezvous (1982)
- Tour De Force - Live (1982)
- The Guitarist (Germany) (1982)
- Scenario (1983)
- Cielo e Terra (1985)
- Soaring Through a Dream (1985)
- Tirami Su (1987)
- Kiss My Axe (1991)
- World Sinfonia (1991)
- The Best of Al Di Meola - The Manhattan Years (1992)
- World Sinfonia II - Heart of the Immigrants (1993)
- Orange and Blue (1994)
- Acoustic Anthology (1995)
- Di Meola Plays Piazzolla (1996)
- The Infinite Desire (1998)
- Christmas: Winter Nights (1999)
- World Sinfonía III - The Grande Passion (2000)
- Anthology (2000)
- Flesh on Flesh (2002)
- Al Di Meola Revisited (2003)
- Vocal Rendezvous (2006)
- Consequence of Chaos (2006)
- Diabolic Inventions And Seduction For Solo Guitar (2006)
- La Melodia Live in Milano: World Sinfonia (2008)
- Pursuit of Radical Rhapsody (2011)
- All Your Life (A Tribute To The Beatles) (2013)
- Elysium (2015)
- Opus (2018)

### Съвместни албуми и сътрудничество
- Venusian Summer (1975) Лени Уайт, Ал Ди Меола, Лари Кориъл
- Go (1976) с групата Go Стому Йамашита, Стив Уинуд, Ал Ди Меола
- Go Live From Paris (1976) с Go
- Go Too (1977) с Go
- Friday Night in San Francisco (1980) с Джон Маклафлин и Пако де Лусия
- Passion, Grace and Fire (1983) с Джон Маклафлин и Пако де Лусия
- Latin (1987) с Джордж Даларъс
- Super Guitar Trio And Friends (1990) с Лари Кориъл и Бирели Лагрен
- Rite Of Strings (1995) със Стенли Кларк и Жан Люк Понти
- Dance of Fire (1995) с Азиза Мустафа Заде
- The Guitar Trio (1996) с Джон Маклафлин и Пако де Лусия
- Winter Nights (1999) с Roman Hrynkiv
- Inspiration - Colors & Reflections (2000) с Азиза Мустафа Заде
- Nylon & Steel (2001) Manuel Barrueco
- The Running Roads (2001) с Джордж Даларъс
- Black Utopia (2003) с Дерек Шериниън
- Cosmopolitan Life (2005) с Леонид Агутин
- Midsummer Night In Sardinia (2005) с Андреа Пароди
- Mária (Égi szerelem) (2007) с Миклош Малек и Eszter Horgas
- The NYC Session: Beautiful Love (2007) с Еди Гомез, Били Дръмънд и Yutaka Kobayashi
- Aved Ivenda (2011) с Csaba Toth Bagi, Dave Weckl, Gumbi Ortiz, Butch Thomas и Fausto Beccalossi

Като Продуцент
- Magic Touch (1985) – Стенли Джордан

### С Return to Forever
- Where Have I Known You Before (1974)
- No Mystery (1975)
- Romantic Warrior (1976)
- Returns (2009)